# Фогель (лунный кратер)
Кратер Фогель (лат. Vogel), не путать с кратером Фогель на Марсе, — крупный ударный кратер в центральной экваториальной части видимой стороне Луны. Название присвоено в честь немецкого астронома Германа Карла Фогеля (1841—1907) и утверждено Международным астрономическим союзом в 1935 г. 

## Описание кратера

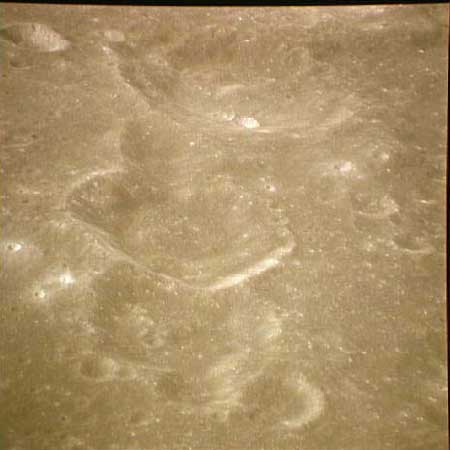
Снимок с борта Аполлона-16, север внизу. В центре снимка кратер Фогель, вверху кратер Аргеландер.

Ближайшими соседями кратера Фогель являются кратер Паррот на западе; кратер Аль-Баттани на севере; кратер Бернем на северо-востоке и кратер Аргеландер на юге. Селенографические координаты центра кратера 15°07′ ю. ш. 5°50′ в. д. / 15,11° ю. ш. 5,83° в. д., диаметр 26,3 км, глубина 2400 м.
Кратер Фогель имеет близкую к циркулярной форму с выступом в северной части и умеренно разрушен; вместе с кратерами Аргеландер и Эри на юге и сателлитными кратерами Фогель B и Фогель A образует короткую цепочку кратеров. Вал сглажен, южная часть вала разорвана сдвоенной парой небольших кратеров, северная – сателлитным кратером Фогель A. Высота вала над окружающей местностью достигает 870 м, объем кратера составляет приблизительно 440 км³. Дно чаши сравнительно ровное, в центре чаши расположен округлый пик высотой 500 м.

## Сателлитные кратеры

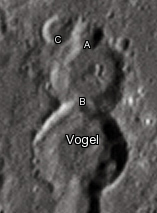
Снимок Девида Кемпбелла.

| Фогель | Координаты                                          | Диаметр, км |
| ------ | --------------------------------------------------- | ----------- |
| A      | 14°04′ ю. ш. 5°34′ в. д. / 14,06° ю. ш. 5,57° в. д. | 8,9         |
| B      | 14°25′ ю. ш. 5°41′ в. д. / 14,42° ю. ш. 5,69° в. д. | 21,7        |
| C      | 14°05′ ю. ш. 5°18′ в. д. / 14,08° ю. ш. 5,3° в. д.  | 8,6         |

## См.также
- Список кратеров на Луне
- Лунный кратер
- Морфологический каталог кратеров Луны
- Планетная номенклатура
- Селенография
- Минералогия Луны
- Геология Луны
- Поздняя тяжёлая бомбардировка